# Maximiliano Gutiérrez de Celis y Hervás
Maximiliano Gutiérrez de Celis y Hervás (1906, Cantabria, España - 1986). Químico y catedrático de Universidad. Profesó en las Universidades de Madrid, Sevilla, Santiago de Compostela, Salamanca y Valladolid. Fue considerado una de las máximas autoridades en Química Inorgánica entre 1935 y 1976, sobre todo en el campo de las halogenosales. Su libro Prácticas de Química Inorgánica (1942), sigue siendo obra de consulta obligada en una decena de universidades españolas.

## Biografía
Fue discípulo de los eminentes científicos Enrique Moles Ormella y Emilio Jimeno Gil. Como investigador, inició su andadura en 1932, en el Instituto Nacional de Física y Química (Sección de Química Física), trabajando en cloroiodatos; y la continuó en varias universidades alemanas, colaborando con Lise Meitner y Otto Hanh descubridores de la fisión nuclear. En los primeros años de la postguerra investigó, con Carmen Mayoral, sobre haluros de berilio y cobalto. Poco después, en 1943, obtuvo la cátedra de química inorgánica de la Universidad de Santiago de Compostela . Tras su traslado a la Universidad de Salamanca en 1948, constituyó un grupo de trabajo (J. Álvarez-Quirós, B. Alpanseque, A. Angoso y Catalina, J-F. Alonso, A. Crego Vicente y M. Dolores Conde) que se mostró de gran eficiencia investigando sobre bromoestannatos, bromoteluratos, haluros complejos de bismuto(III) y halogenosales de bismuto(III) y talio(III) y cuyas contribuciones fueron recogidas en Acta Salmanticensia y en Anales de Química. En su etapa como catedrático de química inorgánica en la Universidad de Valladolid (1963-1975) contó con la colaboración inicial de A. Gutiérrez Benito y M. Jiménez Valenzuela para, seguidamente, constituir lo que sería su último y más productivo grupo de trabajo: el formado por I. Escalante Roldán, M.C. Lequerica Gómez, M. Noguerol, J.G. Ribas Bernat, L.A. Gómez Madrazo, F.J. Arnáiz, F.J. Martín Gil y F. Mayor Real. Con este grupo trabajó en uranatos, halogenuros de indio(III) y vanadio(III), hexafluorotitanatos, seleniatos dobles, iodatocromatos, sales complejas halogenadas de uranio(VI) e isocianatos. Su última contribución fue la supervisión de la Tesis Doctoral sobre sulfatos complejos de uranilo (1977) del hoy catedrático de universidad Jesús Martín Gil quien, precisamente, a la muerte del maestro, publicó in memoriam un nuevo método de síntesis de ioduros de aluminio, galio e indio.
El Profesor Gutiérrez de Celis poseía una marcada personalidad en la que se conjugaban cualidades altamente deseables para el trabajo científico (una preclara inteligencia, una envidiable destreza manual para los montajes y una elevada rigurosidad para describir los resultados) con cualidades humanas inusuales para un científico de su altura (falta total de egolatría y generosidad extrema). Su lema era "Libertad máxima, máximo respeto" y algunas de sus sentencias famosas fueron "el que sabe, resume" (para exigir concisión en la exposición de temas), "el cielo protege la inocencia" (cuando intervenía para evitar riesgos de laboratorio de sus alumnos en prácticas), y "nunca altere un dato en el capítulo de resultados; la imaginación solo debe ser usada en el apartado de las discusiones" (para asegurar la honradez a la hora de publicar un artículo).
Don Maximiliano (como era conocido) era persona de exquisita educación, muy culto, y especialmente tolerante. Había sufrido los avatares de la guerra civil española y cambios de fortuna que le habían llevado a un cierto escepticismo frente a la política, la economía y la fidelidad de las personas. No obstante, se prodigaba haciendo el bien. Ironizaba sobre sí mismo afirmando pertenecer a la gauche divine e indicaba frecuentemente que solo confiaba en Dios. Tenía como pequeños placeres charlar, tomar chocolate y cuidar algunas mascotas. Parafraseando a Machado, nunca persiguió la gloria ni dejar en la memoria de los hombres su labor, pero fue todo un ejemplo como Profesor Universitario.